# Hans-Joachim Koellreutter
Hans-Joachim Koellreutter   (Friburg de Brisgòvia, 2 de setembre de 1915 - São Paulo, 13 de setembre de 2005) fou un compositor, pedagog musical i musicòleg brasiler d'origen alemany.
Koellreutter va néixer a Friburg, Alemanya i va viure al Brasil des de 1937, on es va convertir en un dels músics més influents del país. Al Brasil, Koellreuter va ensenyar a molts compositors destacats, entre ells, Gilberto Mendes, Cláudio Santoro, Antonio Carlos Jobim, Denis Mandarino, Jayme Amatnecks, entre d'altres.
Va portar la teoria de la música atonal al Brasil, creant el grup "Musica Viva" i inflant el debat entre els "nacionalistes" i els "serialistes". Mentre que el primer grup creia en l'ús de material folklòric per al desenvolupament de les seves composicions, els segons creien que l'enfocament més racional de l'escola europea era el camí cap a obres realment contemporànies. Aquest debat va tenir un paper central en els desenvolupaments estètics de la música clàssica brasilera al llarg del segle xx.